# Шарль IV Ален-Габриэль де Роган
Карл (Шарль) IV Ален-Габриэль де Роган, принц де Роган, герцог де Монбазон, принц де Гемене, герцог Буйонский (фр. Charles-Alain-Gabriel de Rohan; нем. Charles Alain Louis Fürst von Rohan-Guémenée; 18 января 1764, Версальский дворец — 24 апреля 1836, замок Сихров) — французский и австрийский аристократ, политик и военный.

## Происхождение и семья
Родился 18 января 1764 года в Версальском дворце. Старший сын Анри-Луи-Мари де Рогана, принца де Гемене (1745—1809), 8-го герцога де Монбазона (1800—1809), и его двоюродной сестры Виктории Армады Жозефы де Роган (1743—1807), принцессы де Мобюиссон и мадам де Клиссон. В тот же день он был крещен в соборе Нотр-Дам. Его крестным отцом был его дед по материнской линии, принц Шарль де Роган-Субиз, в качестве крестной матери выступила Луиза Габриэль Жюли де Роган, его прабабка по отцовской линии.
Ранним воспитанием принца Рогана руководила мадам Маргарита Лоран, жена Жан-Батиста Клери, камердинера короля Людовика XVI. Его мать Виктория де Роган работала гувернанткой детей короля Людовика XVI и Мария-Антуанетты. Среди его двоюродных братьев были принц Конде, сын сводной сестры его матери, и Луиза Аделаида де Бурбон, настоятельница Ремирмонского аббатства. После смерти отца Шарль Ален получил титул принца Рогана и герцога Монбазона.
После того, как его родители обанкротились из-за слишком большого долга, им пришлось оставить свое семейное владение в Париже и продать Отель де Роган-Гемене. Принц Шарль Ален до революции служил офицером во французской армии и возглавлял полк де Роган, финансируемый его дядей, кардиналом Луи-Рене де Роганом, сформированный из пехотного батальона, двух эскадронов гусар и двух артиллерийских батарей.

## Эмиграция
В результате Французской революции в 1791 году Шарль вместе со своим отцом Анри Луи и двумя братьями эмигрировал из Франции в Австрию , где поступил на службу к императору Священной Римской империи Леопольду II, а затем воевал против французских революционеров в составе французского эмигрантского корпуса. После смерти своего дальнего двоюродного брата Жака Леопольда де Ла Тур д’Овернь (1746—1802), он унаследовал титул герцога Буйонского, потому что через свою бабушку Мари-Луизу де Ла Тур д’Овернь (1725—1793) он был ближайшим родственником семьи. В 1808 году Шарль Ален был возведен в австрийское княжеское сословие, 24 апреля 1809 года получил титул князя де Гемене.

## На австрийской службе
Принц Шарль поступил на службу в императорскую армию в 1798 году, а в июне 1798 года был повышен до полковника и стал командиром 2-го батальона легких охотников, развернутого в Тироле. Весной 1799 года принц де Роган отличился в составе австрийской армии в военных действиях против французов в Северной Италии. 29 октября 1800 года он был произведен в генерал-майоры (утвержден в чине 18 января 1801 года). Принц был награжден рыцарским крестом Ордена Марии-Терезии 18 августа 1801 года.
В 1805 году принц Роган командовал кавалерийской бригадой на юге Германии. Его войска при отступлении от французов присоединились к корпусу эрцгерцога Фердинанда, который отступал в Богемию. В этих боях при отступлении принц Роган был тяжело ранен и вскоре попал в плен. Освобожденный после заключения Прусского мира, он вышел из действующей армии 1 февраля 1806 года и 2 сентября 1807 года был удостоен звания фельдмаршала-лейтенанта австрийской армии, службу в которой он полностью прекратил после окончания освободительных войн в 1815 году.
После смерти своего отца в 1809 году Шарль де Роган унаследовал австрийский титул принца де Рогана сос стилем «Светлейшее высочество» и место в Палате лордов Австрии. Его отец также передал ему свои французские титулы: герцог де Монбазон, пэр Франции и принц де Гемене со стилем «Высочество» как потомок герцогского дома Бретани. В битве при Ваграме Шарль де Роган был ранен.
Императора Австрии пожаловал в награду Шарлю де Рогану за его заслуги Орден Золотого руна и большой крест Ордена Марии-Терезии.
После свержения Наполеона и Первой Реставрации Бурбонов Шарль де Роган вернулся во Францию. Людовик XVIII пожаловал ему 4 июня 1814 года звание пожизненного пэра Франции. 19 августа 1815 года после Второй Реставрации Шарль де Роган был назначен пожизненным наследственным пэром. 31 августа 1817 года король Людовик XVIII присвоил ему титул наследственного герцога-пэра Франции.
После смерти своего дальнего кузена Жака Леопольда де Ла Тур д’Овернь, герцога Буйонского в 1802 году, Шарль Ален был ближайшим родственником в семье, так как его бабушка Мария Луиза де Ла Тур д’Овернь была тетей Жака Леопольда. Шарль де Роган заявил о своих претензиях на Буйонское герцогство. Согласно Парижскому мирному договору 1814 года, герцогство было включено в состав Великого герцогства Люксембургского. Венский конгресс 1815 года постановил, что король Нидерландов, в качестве великого герцога Люксембургского, имеет верховные права на часть Бульонского герцогства, но права собственности на герцогство были признаны за Шарлем де Роганом-Монбазоном 1 июля 1816 года. В 1821 году герцог де Монбазон продал свои права за Буйонское герцогство Нидерландам.
В 1820 году герцог де Монбазон купил замок Сихров в Королевстве Богемия (Австрийская империя, сейчас — Республика Чехия), где он и скончался в 1836 году. Замок Сихров был собственностью герцогов де Роган-Монбазон до 1945 года.

## Брак
Шарль Ален Габриэль де Роган женится на Луизе Аглае де Конфлан д’Армантьер (12 ноября 1763 — 6 мая 1819) дочери Луи Габриэля де Конфлана, маркиза д’Армантьера (1735—1789), генерал-лейтенанта королевской армии, и Марии Жанны Антуанетты Порталь Дю Водрей. Она была внучкой Луи де Конфлана, маркиза Д’Армантьера (1711—1774), маршала Франции. У супругов родилась она единственная дочь:
- Берта де Роган-Гемене (4 мая 1782 — 22 февраля 1841), вышла замуж 23 июля 1800 года за своего дядю Луи Виктора Мериадека де Рогана (1766—1846), герцога Бульонского, герцога де Монбазона, от которого у нее не было потомков.

## Титулы
- Принц де Роган  (Австрия, 1808).
- Герцог де Монбазон  (Франция, креация 1594 года).
- Принц де Гемене (Франция, креация 1570 года).
- Герцог Буйонский (Бельгия, 1816).